# Aszot Chaczatrian
Aszot Sureni Chaczatrian, orm. Աշոտ Սուրենի Խաչատրյան, ros. Ашот Суренович Хачатрян, Aszot Surienowicz Chaczatrian (ur. 3 sierpnia 1959 w Erywaniu, Armeńska SRR) – ormiański piłkarz, grający na pozycji obrońcy, trener piłkarski.

## Kariera piłkarska

### Kariera klubowa
Wychowanek Republikańskiej Szkoły Futbolowej w Erywaniu. Pierwszy trener Aszot Saribekian. W 1976 rozpoczął karierę piłkarską w rodzimym klubie Ararat Erywań, w którym występował przez 15 lat. Od 1985 pełnił funkcje kapitana drużyny. Latem 1991 wyjechał do Francji, gdzie potem bronił barw amatorskiego zespołu ormiańskiej diaspory AS Arménienne Issy-les-Moulineaux. Po zakończeniu sezonu 1995/96 zakończył karierę piłkarza.

### Kariera reprezentacyjna
Do 1978 bronił barw juniorskiej reprezentacji ZSRR. W 1979 występował w młodzieżowej reprezentacji ZSRR na Mistrzostwach świata U-20, a 1980 na Mistrzostwach Europy U-21. 16 lipca 1994 debiutował w narodowej reprezentacji Armenii w meczu towarzyskim z Maltą. Ogółem rozegrał 4 mecze.

## Kariera trenerska
Po zakończeniu kariery piłkarza rozpoczął pracę szkoleniowca. Od września 1996 do czerwca 1997 prowadził Wan Erywań. Potem do końca 1997 roku pomagał trenować piłkarzy Erebuni-ASS Erywań. W 1998 do maja stał na czele drużyny Jerewan FA. We wrześniu 1999 objął stanowisko głównego trenera klubu Cement Ararat, którym kierował końca 1999. Potem powrócił do Francji, gdzie mieszka na stałe.

## Sukcesy i odznaczenia

### Sukcesy piłkarskie
reprezentacja ZSRR
- mistrz Europy U-18: 1978
- wicemistrz świata U-20: 1979
- mistrz Europy U-21: 1980

### Sukcesy trenerskie
Cement Ararat
- zdobywca Superpucharu Armenii: 1999

### Sukcesy indywidualne
- wybrany do listy 33 najlepszych piłkarzy ZSRR: Nr 2 (1979)

### Odznaczenia
- tytuł Mistrza Sportu klasy międzynarodowej: 1980